# Casa Buonaparte

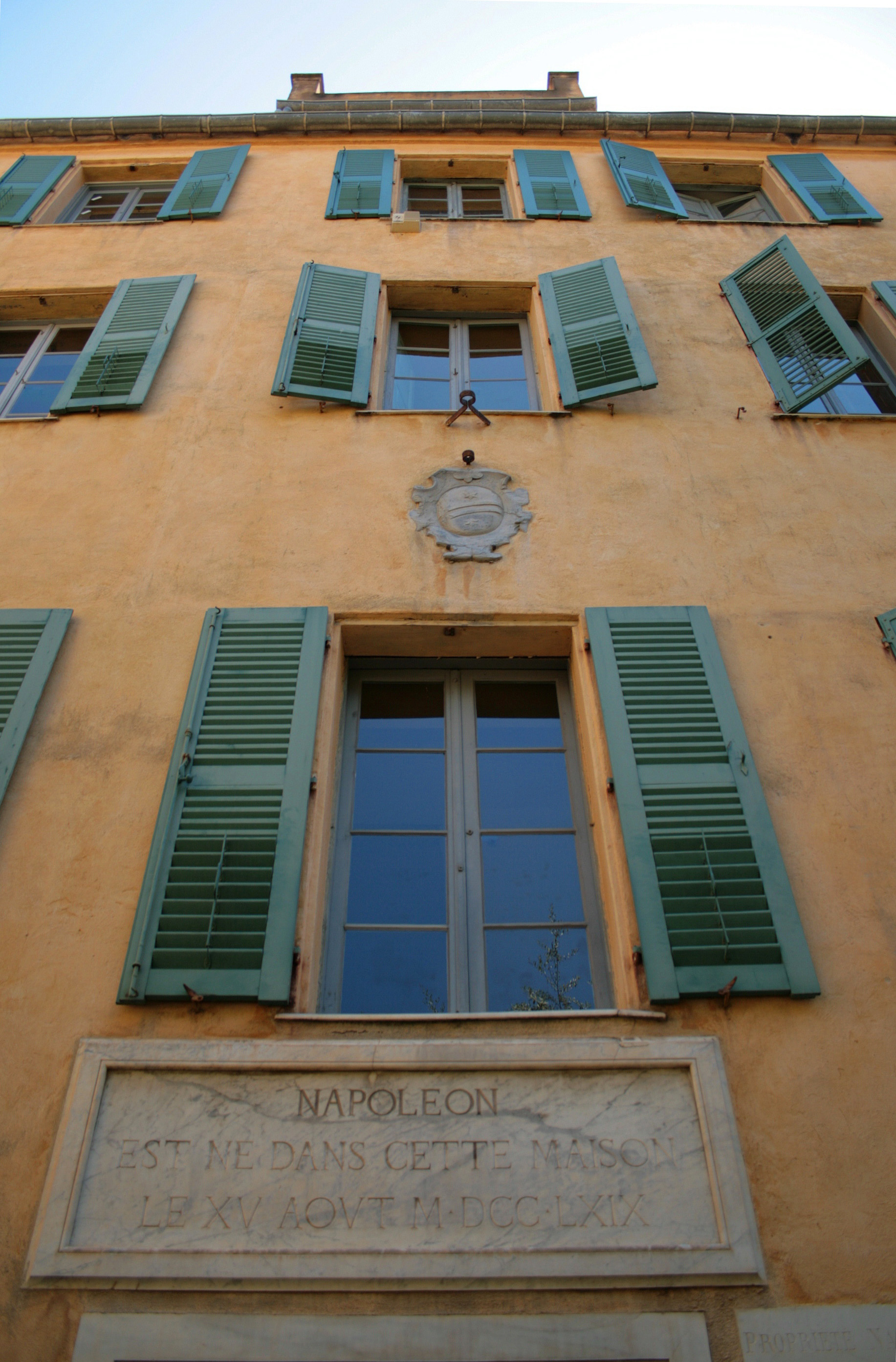
La casa como aparecía el 5 de julio de 2008

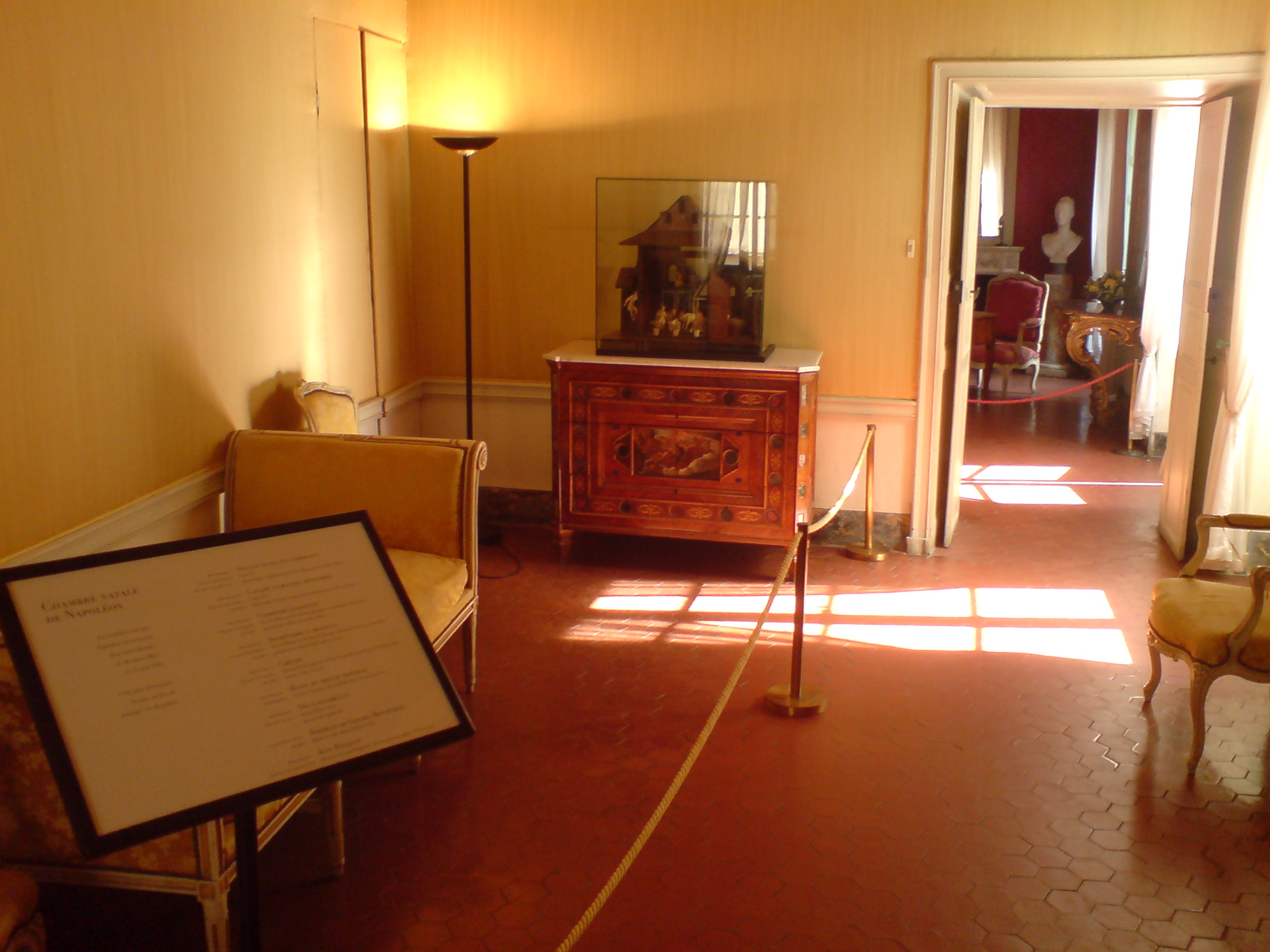
La habitación donde la tradición dice que nació Napoleon Bonaparte en 1769

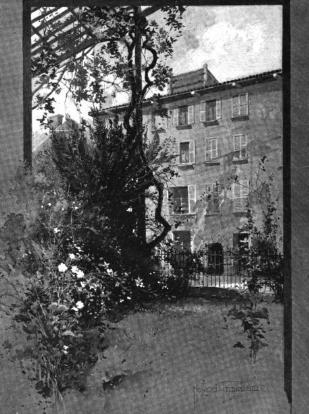
Foto de 1895 de la Casa Buonaparte.

La Casa Buonaparte (situada en la Rue Saint-Charles, 18 de la capital corsa, Ajaccio), propiedad heredada del padre de Napoleón, Carlo Buonaparte era una construcción espaciosa, con ventanas que daban a la calle estrecha, cerca del mar. En la planta baja vivían la madre de Carlo y su hermano Luciano, un hombre atormentado por la gota con el cargo de archidiácono de Ajaccio, en la planta alta vivían algunos de los primos, así también, vivían Carlo y Letizia Ramolino.
En esta casa nacieron y crecieron Napoleón y sus demás hermanos.
Tiempo después de la partida de Napoleón para realizar sus estudios en Francia, la familia sorteó diferentes crisis financieras que la obligaron a salir de Córcega, dejando la casa y fueron a vivir, primero a los barrios pobres de Marsella y posteriormente a un lugar llamado La Sallé en Antibes.
Después de la firma de las condiciones preliminares de la paz de Leoben, la familia se reunió durante dos semanas en Mombello, cerca de Milán, y posteriormente Leticia regresó a vivir a la casa Buonaparte, reparada y amueblada especialmente por orden de Napoleón.
En 1967, la casa fue convertida en un museo y declarada museo nacional.